# Taboo: The Sixth Sense
Taboo: The Sixth Sense è un videogioco di simulazione di tarocchi sviluppato da Rare e pubblicato nel 1989 da Tradewest per Nintendo Entertainment System. Le musiche del gioco sono state composte da David Wise.

## Modalità di gioco
Dopo aver fornito alcune informazioni anagrafiche, è possibile sezionare una domanda a cui verrà associata una carta dei tarocchi pescata casualmente. Nel gioco vengono inoltre estratti alcuni numeri.